# Let You Love Me
Let You Love Me – piosenka brytyjskiej wokalistki Rity Ory, wydana 21 września 2018 roku przez Atlantic Records jako czwarty singel z jej drugiego albumu studyjnego, Phoenix. Produkcją nagrania zajęli się Finn Keane, znany pod pseudonimem Easyfun, a także Fred Gibson.
Nagranie w Polsce uzyskało status diamentowej płyty.

## Teledysk
Oficjalny klip do „Let You Love Me” wyreżyserowany przez Malię James został wydany 21 września, tego samego dnia co nagranie na oficjalny kanał Ory.

## Występy na żywo
Rita Ora wykonała „Let You Love Me” po raz pierwszy na Gibraltar Music Festival 22 września 2018 roku. Inne wykonanie miało miejsce w programie Strictly Come Dancing 28 października.
Pierwsze wykonanie piosenki w USA odbyło się 11 listopada na People’s Choice Awards. 19 listopada wykonała akustyczną wersję piosenki w ramach programu BBC Radio 1's Live Lounge. 5 grudnia wykonała piosenkę z zespołem na żywo w programie Jimmy Kimmel Live!.